# Бєліченко Юрій Вікторович
Юрій Вікторович Бєліченко (нар. 1966, Полтавська область) — радянський льотчик, капітан Військово-повітряних сил СРСР. У період першої карабаської війни був льотчиком за наймом у складі ВПС Азербайджану.

## Біографія
Віктор Бєліченко народився 1966 року на Полтавщині. У 1987 році закінчив вище льотне військове училище у Воронежі.
Того ж року був направлений служити до Азербайджанської РСР. Службу проходив у складі 82-го винищувального авіаційного полку 19-ї армії ППО Закавказького військового округу. Протягом п'яти років охороняв повітряні кордони з Туреччиною та Іраном на літаках МіГ-21, МіГ-25. У квітні 1992 року авіаполк, де служив капітан ВПС СРСР Бєліченко, було розформовано. З проголошенням незалежності Азербайджаном Бєліченку запропонували укласти контракт в усній формі, здійснювати бойові вильоти на азербайджанських літаках у Нагірний Карабах, пообіцявши зарплату в 5000 доларів на місяць і квартиру. Однак навіть першої зарплати, за словами Бєліченка, він не дочекався.
Станом на 1992 рік одружений; сім'я, включаючи сина та доньку, жили в Києві.

### Участь у першій карабаській війні
На думку найбільш інформованих спостерігачів, більшість пілотів у лавах ВПС Азербайджану складали найманці, оскільки в самого Азербайджану було дуже мало пілотів, здатних керувати бойовими літаками.
Більшість азербайджанських повітряних атак на вірменські міста Нагірного Карабаху, за зізнаннями Бєліченка, були не цілеспрямованими і призначалися для того, щоб деморалізувати цивільне населення. Такі напади на цивільне населення та цивільні об'єкти забороняються міжнародним правом.
У ході боїв у Мардакертському районі 20 серпня 1992 року зенітним вогнем МіГ-25ПД Юрія Бєліченка збили над селом Мегмана. Пілот успішно катапультувався і потрапив у полон, після чого був доставлений до міністерства безпеки Нагірного Карабаху, де його на пресконференції для іноземних журналістів продемонстрували як приклад використання Азербайджаном найманців. За свідченнями Бєліченка, після розформування частини йому не було куди податися, і він дав згоду на прохання емісарів Народного фронту Азербайджану перегнати за помірну плату літати з військового аеродрому в населеному пункті Насосний на військовий аеродром у Гянджі. Після цього Бєліченку було запропоновано здійснити бойові вильоти в райони, що знаходяться під контролем вірмен.
|  | «У Карабасі на бойові завдання літав місяць. Перед черговим вильотом мені давали картку з нанесеними на ній об'єктами, що підлягають знищенню. Що це були за об'єкти, мені не говорили» |

Усього за час перебування в лавах ВПС Азербайджану з метою бомбардування Бєліченко на літаку МіГ-25ПД здійснив 16 вильотів, на момент збиття Бєліченко все ще офіційно перебував на службі в 19-й армії Росії. Військовим трибуналом Нагірного-Карабаха був засуджений до вищої міри покарання — страти, пізніше був помилований . Після помилування Бєліченко, за деякими відомостями, служив начальником аеропорту в Степанакерті.
Згідно з одними відомостями, після помилування рішенням президента Вірменії Левона Тер-Петросяна, який відгукнувся на прохання президента України Леоніда Кучми, Бєліченка відправили в Україну . Проте, за словами першого Надзвичайного та повноважного посла України у Вірменії Олександра Божка, одразу після звільнення зі степанакертської в'язниці Юрій Бєліченко відбув до Росії.
Подальша доля Бєліченка невідома.